# Johnny Thomsen
Johnny Thomsen (Fredericia, 26 febbraio 1982) è un calciatore danese, di ruolo centrocampista del Randers FC.

## Palmarès
- 1. Division: 1

SønderjyskE: 2004-2205
- Coppe di Danimarca: 1

Copenhagen: 2011-2012